# Аманат (журнал)
«Амана́т» (баш. Аманат — «завет») — советский, затем российский ежемесячный детско-юношеский художественно-публицистический журнал на башкирском языке. Включает разделы, посвященные детскому творчеству и досугу, жизни народов республики Башкортостан, науке и технике, литературе и искусству, спорту, школьной жизни и сохранению окружающей среды.

## История
Детский журнал на башкирском языке впервые начал издаваться в марте 1929 года. Издателем журнала выступил Народный комиссариат просвещения Башкирской Автономной Советской Социалистической Республики. Тираж первого номера составил 1500 экземпляров. С первого номера и практически до войны журнал печатался на яналифе — башкирском алфавите, основанном на латинице.
В течение 1929 года вышли первые 10 номеров журнала под названием «Керпе» («Ёж»). В начале 1930 года журнал был переименован в «Пионер» и до осени издавался в статусе общественно-политического журнала для детей и пионеров. В октябре издание стало журналом-учебником для пионеров и учащихся средних классов, с 1934 года — литературно-художественным журналом.
Современный башкирский алфавит на основе кириллицы был принят в 1940 году, на нём успело выйти до начала войны всего несколько номеров журнала. С началом Великой Отечественной войны публикация журнала была приостановлена из-за нехватки бумаги. Выпуск журнала был возобновлён только с сентября 1952 года.
С апреля 1991 года по сей день журнал выходит под названием «Аманат», что в переводе на русский язык означает «завет». Девизом журнала являются слова башкирского просветителя Мифтахитдина Акмуллы «Башкиры мои, учиться надо, учиться!».

## Учредители журнала
С 1930 года наряду с Народным комиссариатом просвещения учредителем журнала становится республиканская пионерская организация, а по сути Обком ВЛКСМ. C 1952 года по конец 1990 года учредителями были Башкирский обком ВЛКСМ и Областной совет Всесоюзной пионерской организации имени В. И. Ленина.
С 1991 по конец 1995 года учредителем издания становится Министерство народного образования Республики Башкортостан. А с начала 1996 года — Министерство печати и массовой информации, с 2004 года, в связи с реорганизацией Министерства печати — Управление по делам печати, издательства и полиграфии при Правительстве Республики Башкортостан, а с 2010 года — Министерство связи и массовых коммуникаций Республики Башкортостан.

## Награды
- В 1979 году журнал награждён Почётной грамотой Президиума Верховного Совета РСФСР за плодотворную работу по воспитанию пионеров и школьников.
- На Международной профессиональной выставке «Пресса-2005» в Москве журнал награждён дипломом в номинации «Лидер тиражной политики среди изданий для детей».
- В 2007, 2008 и 2011 годах среди самых лучших 300 изданий России включен в «Золотой фонд прессы».

## Люди, связанные с журналом
В журнале начали свою писательскую карьеру народные поэты Башкортостана Рашит Нигмати, Мустай Карим, Марат Каримов, народные писатели Башкортостана Зайнаб Биишева и Нугман Мусин, и другие именитые писатели Катиба Киньябулатова, Абдулхак Игебаев, Фаузия Рахимгулова, Муса Гали, Шариф Биккул, Анвар Бикчентаев, Булат Рафиков, Равиль Шаммас, Динис Буляков, Сафуан Алибаев, Гульфия Идельбаева и другие.
В журнале печатались народные поэты Башкортостана Мажит Гафури и Сайфи Кудаш, известные писатели Баязит Бикбай, Сагит Агиш, Гариф Гумер, Габдулла Амантай, Мухутдин Тажи и другие.
Первым редактором был писатель Хай Мухамедьяров, который погиб в Великой Отечественной войне. Далее в разное время редакторами журнала были Ф. Тимергазин, З. Биишева, А. Урманов, Ю. Гареев, М. Муслимов, А. Аминев, Х. Асадуллин, В. Нафиков, Г. Гузаиров, Р. Кульбаева, А. Ихсанов, Н. Тимашев, Ш. Биккулов, Р. Зарипов, М. Каримов, Д. Буляков, Д. Габдуллин, Ю. Каримов, К. Яикбаев, Н. Магадеев, А. Давлетбаков.
Сегодня журнал возглавляет журналист Сальман Шакирьянович Ярмуллин.